# Philippe Hartz
 (février 2025).
 (février 2025).
Philippe Hartz, est un officier marinier et skipper professionnel français de course au large né le 22 février 1982 à Abidjan.

## Biographie
Philippe Hartz naît le 22 février 1982 à Abidjan d'une mère française et d'un père danois et arrive en France à l'âge de 5 ans. Il se passionne pour la voile dès l'enfance et pour la compétition dès l'adolescence. Il est 11e au championnat de France d'Optimist en 1997 et Champion de France et Champion d'Europe en 420 en 2000. 
Il s'engage en 2004 dans la Marine nationale et sert durant dix-sept ans dans les nageurs de combat (commando Hubert) des commandos marine et devient instructeur à l'école de plongée du Pôle écoles Méditerranée de Saint-Mandrier-sur-Mer. 
En 2021 il intègre le circuit professionnel  de la Solitaire du Figaro sur le Figaro Bénéteau Marine nationale - Gican avec le partenariat de la Fondation de la Mer et en soutien aux blessés de guerre. 
Il a pour projet de rejoindre le circuit Imoca à partir de 2025 en vue du Vendée Globe 2028-2029, avec le soutien de sa hiérarchie et de Jean-Louis Thiériot, ministre délégué auprès du ministre des Armées et des Anciens Combattants et la mission de faire rayonner la Marine nationale dans le domaine de la course au large.